# Acquappesa
Acquappesa ist eine italienische Gemeinde in der Provinz Cosenza in der Region Kalabrien mit 1748 Einwohnern (Stand 31. Dezember 2023).
Acquappesa liegt 54 km nordwestlich von Cosenza am Tyrrhenischen Meer.
Die Nachbargemeinden sind: Cetraro, Fagnano Castello, Guardia Piemontese und Mongrassano.
Sehenswert ist die Pfarrkirche mit einer barocken Monstranz. Die Kirche wurde im 19. Jahrhundert erbaut.

## Sport
Im Ortsteil Terme Luigiane endete in folgenden Jahren eine Etappe der Giro d’Italia:
- 27. Mai 1993: 5. Etappe, Gewinner war Dmitri Konyschew
- 19. Mai 1995: 7. Etappe, Gewinner war Maurizio Fondriest
- 18. Mai 1999: 4. Etappe, Gewinner war Laurent Jalabert
- 12. Mai 2003: 3. Etappe, Gewinner war Stefano Garzelli
- 11. Mai 2017: 6. Etappe, Gewinner war Silvan Dillier